# Siméon de Provanchères
Siméon de Provanchères (* um 1552 in Langres; † Juli 1617 in Sens oder in Paris) war ein französischer Mediziner.
Siméon de Provanchères stammte aus wohlhabender Familie. Er studierte in Montpellier, bereiste dann den Languedoc und die Provence und ließ sich danach in Paris nieder. Nach dem Tod seines Vaters zog er nach Sens, wo er Jeane Belot heiratete. Aus der Verbindung ging eine Tochter hervor, die jedoch im Alter von sieben Jahren starb. Siméon de Provanchères stieg zum königlichen Arzt auf, nachdem er sich während einer Seuche in Sens bewährt hatte. Zu seinen Werken zählen die Übersetzung eines lateinischen Textes über das Steinkind von Sens, die unter dem Titel Histoire d’un enfant pétrifié oder Le prodigieux enfant pétrifié de la ville de Sens, avec une figure du dit prodige 1582 erschien, die Übersetzung Quatrains de Pitrac und Aphorismorum Hippocratis enarratio poetica sowie Histoire de l’inappétence d’un enfant de Vauprofonde, près Sens, de son désistement de boire et de manger, quatre ans onze mois, et de sa mort von 1616. Noch in seinem Todesjahr erschien Quinquième discours apologétique d’un enfant de Vauprofonde pour les causes surnaturelles de son inappétence.